# Callerya nitida
Callerya nitida là một loài thực vật có hoa trong họ Đậu. Loài này được George Bentham miêu tả khoa học đầu tiên năm 1842 dưới danh pháp Millettia nitida. Năm 1984, Robert Geesink chuyển nó sang chi Callerya trong vai trò là loài điển hình của chi này.

## Tên gọi
Tên gọi trong tiếng Trung là 亮叶鸡血藤 (lượng diệp kê huyết đằng), nghĩa là dây máu gà lá sáng.

## Mô tả
Cây bụi, leo bám, 2-10 m. Thân cây màu nâu gỉ sắt, lông tơ nhỏ mịn sau nhẵn nhụi. Lá 5 lá chét; trục cuống lá 15-20 cm, gồm cả cuống lá 3-6 cm; phiến lá chét hình mác, thuôn dài hoặc hình trứng, 3,5-9(-11) × 2-4 cm, dạng giấy, gân thứ cấp 5 hoặc 6 ở mỗi bên gân giữa, cong ở đỉnh gần mép lá, nổi rõ ở cả hai mặt, đáy tù tới thuôn tròn, đỉnh có mũi nhọn, nhọn hay nhọn thon. Chùy hoa đầu cành, 10-12 cm, mập, lông măng màu gỉ sắt; cành mang hoa 6-10 cm, thẳng. Hoa 1,6-2,4 cm. Cuống và đài hoa có lông măng. Tràng hoa màu tím tới tía; cánh cờ thuôn dài, với 2 thể chai ở đáy, mặt ngoài rậm lông lụa. Bầu nhụy hình cuống, có lông măng, 4-8 noãn. Quả đậu thẳng-thuôn dài, 10-14 × 1,5-2 cm, hình cuống, phẳng, lông măng màu nâu, đỉnh có mỏ. Hạt 4 hoặc 5 mỗi quả, màu nâu-nâu hạt dẻ, thuôn dài lệch, ~1 × 1,2 cm. Ra hoa tháng 5-9, tạo quả tháng 7-11.

## Phân bố
Bụi rậm,rừng thưa vùng đất thấp, bìa rừng, những khoảng trống trên sườn dốc; từ gần mực nước biển tới 1.500 m. Các tỉnh Chiết Giang, Giang Tây, Hải Nam, Hồ Nam, Phúc Kiến, Quảng Đông, Quảng Tây, Quý Châu, Tứ Xuyên, Vân Nam và đảo Đài Loan.